# Мамаї (Вілейський район)
Мамаї (біл. вёска Мамаи) — село в складі Вілейського району Мінської області, Білорусь. Село підпорядковане Осиповицькій сільській раді, розташоване в північній частині області.